# Tabla Beat Science
Tabla Beat Science byla hudební skupina založená v roce 1999 indickým hráčem na tabla Zakirem Hussainem (1951–2024) a americkým baskytaristou Billem Laswellem. Jejich styl lze charakterizovat jako směs tradiční indické hudby, ambientu, drum and bassu a elektroniky. Hudbu skládali všichni členové skupiny. První album vydali v roce 2000 pod názvem Tala Matrix. V roce 2002 vyšel koncertní záznam Live in San Francisco at Stern Grove. Kromě dvou hlavních členů ve skupině v různých obdobích působili Trilok Gurtu, Talvin Singh, Ustad Sultan Khan, Fabian Alsultany, Karsh Kale, DJ Disk a Nils Petter Molvaer.

## Diskografie
- Tala Matrix (2000)
- Live in San Francisco at Stern Grove (2002)
- Talamanam Sound Clash: Further Adventures in Hypercussion (DVD) (2003)